# 克雷莫納體育會
克雷莫納體育會（Unione Sportiva Cremonese）是一支位於意大利克雷莫納的職業足球會。
2016–17球季於意大利職業足球聯賽 A 組得第一名，獲得升上意大利乙組足球聯賽資格。
2021–22球季於意大利乙組足球聯賽得第二名，時隔26年重回義大利足球甲級聯賽 。

## 外部連結
- （意大利文） Official site （页面存档备份，存于）
- （意大利文） An unofficial site （页面存档备份，存于）